# Nine Objects of Desire
Nine Objects of Desire — пятый студийный альбом американской фолк-певицы Сюзанны Веги, вышедший в сентябре 1996 года. Продюсером был Митчелл Фрум (Mitchell Froom), ставший мужем певицы в 1996—1998 годах. Диск получил положительные отзывы музыкальной критики в США, в том числе от таких изданий и сайтов как Rolling Stone, Allmusic, Entertainment Weekly, Pitchfork Media. Сингл «Caramel» также вошёл в саундтрек к фильму Правда о кошках и собаках с Умой Турман, и как трейлер к фильму Близость с Джулией Робертс.

## Список композиций
Все треки написаны самой Сюзанной Вегой; Митчелл Фрум был композитором на «Headshots», «Casual Match» & «Lolita».
1. «Birth-day (Love Made Real)»
2. «Headshots»
3. «Caramel»
4. «Stockings»
5. «Casual Match»
6. «Thin Man»
7. «No Cheap Thrill»
8. «World Before Columbus»
9. «Lolita»
10. «Honeymoon Suite»
11. «Tombstone»
12. «My Favorite Plum»

## Участники записи
- Сюзанна Вега — вокал, акустическая гитара
- Don Byron — кларнет
- Tchad Blake — гитара, свисток, эффекты
- Mitchell Froom — клавишные, бас, струнные
- Jerry Marotta — ударные, перкуссия
- Sebastian Steinberg — бас
- Bruce Thomas — бас
- Pete Thomas — ударные, перкуссия
- Steve Donnelly — гитара
- Yuval Gabay — ударные
- Jane Scarpantoni — виолончель

## Чарты

### Альбом
| Year | Chart                    | Peak Position |
| ---- | ------------------------ | ------------- |
| 1996 | Austria albums chart     | 25            |
| 1996 | Germany albums chart     | 43            |
| 1996 | Finland albums chart     | 20            |
| 1996 | France albums chart      | 25            |
| 1996 | Sweden albums chart      | 39            |
| 1996 | Switzerland albums chart | 23            |
| 1996 | UK Albums Chart          | 43            |
| 1996 | USA Billboard 200        | 92            |

### Синглы
| Year | Single            | Chart            | Peak Position |
| ---- | ----------------- | ---------------- | ------------- |
| 1997 | «No Cheap Thrill» | UK Singles Chart | 40            |